# For My Dear...
For My Dear... – czwarty singel Ayumi Hamasaki, wydany przez wytwórnię Avex trax, 5 sierpnia 1998 r. oraz wydany ponownie 28 lutego 2001.

## Lista utworów

### CD (1998)
| Nr | Tytuł                               | Muzyka           | Aranżacja        | Czas |
| -- | ----------------------------------- | ---------------- | ---------------- | ---- |
| 1. | "For My Dear..."                    | Yasuhiko Hoshino | Yasuhiko Hoshino | 4:35 |
| 2. | "For My Dear..." (acoustic version) |                  | Akimitsu Homma   | 4:36 |
| 3. | "For My Dear..." (instrumental)     |                  |                  | 4:35 |

### CD (2001)
| Nr | Tytuł                                              | Czas |
| -- | -------------------------------------------------- | ---- |
| 1. | "For My Dear... (Original Mix)"                    | 4:35 |
| 2. | "For My Dear... (Acoustic Version)"                | 4:36 |
| 3. | "A Song for XX (she shell REPRODUCTION)"           | 4:56 |
| 4. | "FRIEND II (JAZZY JET MIX)"                        | 5:49 |
| 5. | "As if... (Dub's L.B.M Remix)"                     | 6:42 |
| 6. | "For My Dear... (Original Mix -Instrumental-)"     | 4:35 |
| 7. | "For My Dear... (Acoustic Version -Instrumental-)" | 4:34 |

## Wystąpienia na żywo
- 9 października 1998 – Super Dream Live – "For My Dear..."
- 17 października 1998 – Pop Jam – "For My Dear..."
- 24 października 1998 – Countdown TV – "For My Dear..."
- 30 października 1998 – Music Station – "For My Dear..."
- 9 listopada 1998 – Hey! Hey! Hey! – "For My Dear..."